# Palyu jezici
Palyu jezici, malena skupina mon-khmerskih jezika kojima govori blizu 13 000 ljudi u južnokineskim provincijama Guangxi i Yunnan. obuhvaća dva jezika, bugan ili bogan 2 700 govornika (2002 L. Jinfang), 3 000 (1996 Edmondson) u selima Laowalong, Xinwalong, Jiuping, Shibeipo, Xinzhai, Manlong i Nala; i bolyu 10 000 (1993).
Jezik bugan prethodno je bio pod imenom bogan označen identifikatorom [bgh] koji je povučen iz upotrebe 18. srpnja 2007. i uklopljen u [bbh].

## Vanjske poveznice
- Ethnologue (14th)
- Ethnologue (15th)